# Jindřich Staněk
Jindřich Staněk (* 27. dubna 1996 Strakonice) je český profesionální fotbalový brankář, který chytá za český prvoligový klub SK Slavia Praha a za český národní tým. Rovněž se věnuje rapu pod uměleckým jménem Ejaytime.

## Klubová kariéra

### Sparta Praha
Staněk začínal v akademii Dynama České Budějovice a v roce 2006 se přesunul do Sparty Praha. 
Během působení v mládežnických týmech také podával balony na zápasech A týmu. V úvodu 83. minuty ligového utkání 20. kola dne 16. března 2009 mezi Spartou a Brnem dopadl jen dva metry od něj podomácku vyrobený dělobuch, který vyhodil ze sparťanského kotle neznámý pachatel. Otřesenému Staňkovi přispěchali na pomoc členové pořadatelské služby, ve spolupráci se zdravotníky ho pak vynesli na nosítkách a následně byl převezen do nemocnice. Dílem šťastné náhody se Staňkovi žádné vážnější zranění nepotvrdilo. Tento incident byl tehdy silně medializován mj. také proto, že se odehrál v přímém televizním přenosu. Sparta tehdy vyhlásila odměnu za informace vedoucí k dopadení pachatele.
V sezóně 2013/14 byl ve třech ligových zápasech na lavičce náhradníků, a to v době, kdy sparťanskou brankářskou jedničkou byl Tomáš Vaclík.

### Everton
31. ledna 2014 přestoupil do anglického klubu hrající Premier League, do Evertonu, kde podepsal smlouvu na dva a půl roku. 29. září 2015 odešel Staněk na měsíční hostování do sedmiligového Hyde United, kde odchytal pět ligových utkání. 3. února 2016 poprvé usedl na lavičku náhradníků v zápase Premier League, a to když kryl záda Joelovi Roblesovi v zápase proti Newcastlu United. V červnu 2016 z Evertonu odešel, aniž by odchytal jediný zápas v A-týmu.

### České Budějovice

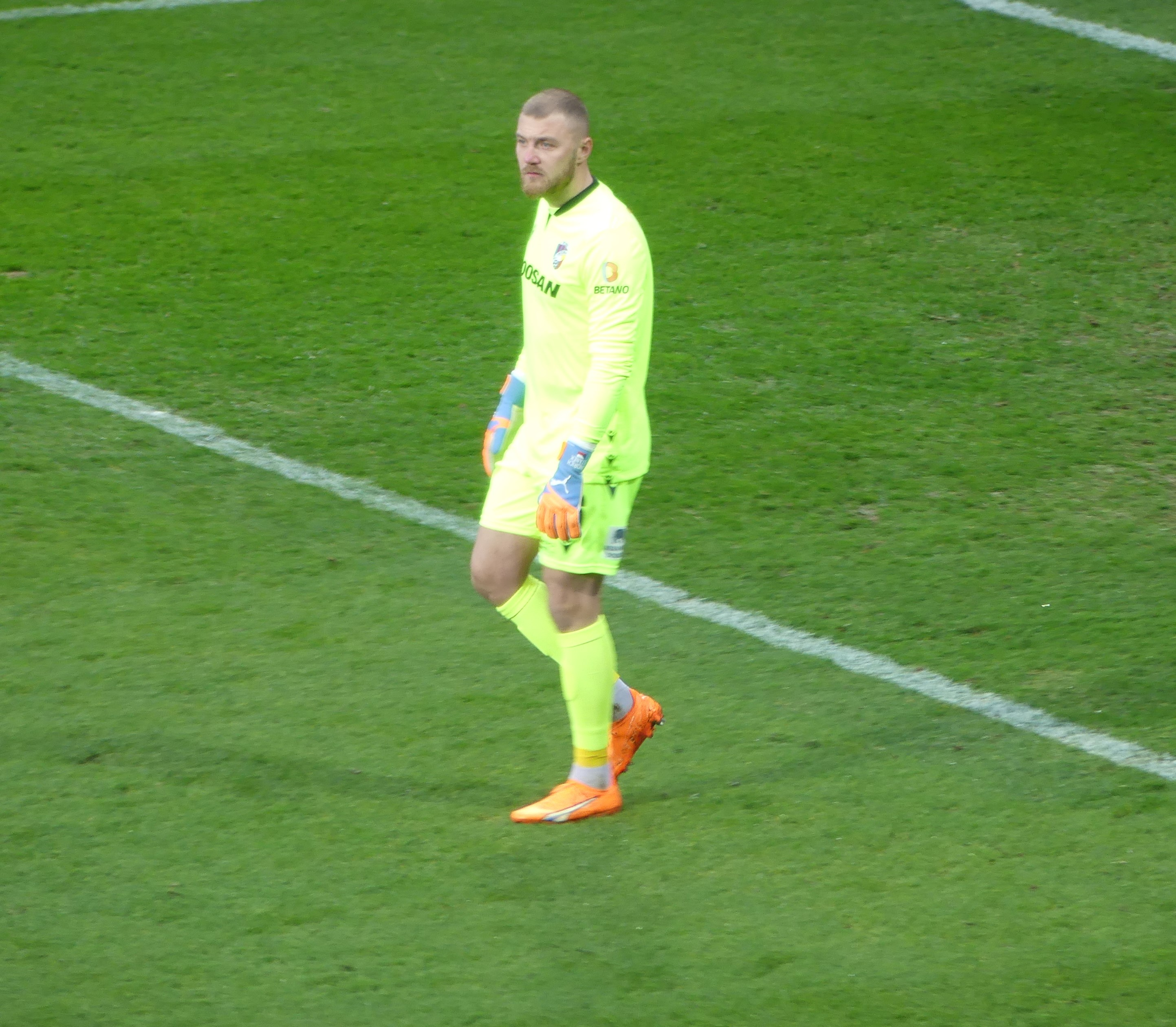
Jindřich Staněk brankář FK Viktorie Plzeň (r. 2023)

V září 2016, Staněk posílil český druholigový celek Dynamo České Budějovice, do kterého se vrátil po 10 letech. Jarní část sezóny 2016/17 strávil na hostování v třetiligovém klubu HFK Třebíč, ve kterém udržel jedno čisté kontu ve 14 zápasech. V dresu Českých Budějovic debutoval 22. července 2017, a to když nastoupil do zápasu MOL Cupu proti Slovanu Velvary. Tým hrající Divizi B překvapivě Dynamo porazil 1:0. Svůj první ligový zápas odehrál 24. září 2017, a to proti Baníku Sokolov. V zápase 9. kola dostal přednost před gólmanem Zdeňkem Křížkem. Staněk se stal brankářskou jedničkou a v následující sezóně dovedl České Budějovice k postupu do nejvyšší soutěže z prvního místa. Svého debutu ve Fortuna lize se dočkal 14. července 2019, když nastoupil do zápasu prvního kola proti SFC Opava. V průběhu podzimní části sezóny do klubu přišel navrátilec Jaroslav Drobný, a tak Staněk přišel o pozici brankářské jedničky.

### Viktoria Plzeň

#### Sezóna 2019/20
V lednu 2020 odešel Staněk na roční hostování s opcí do Viktorie Plzeň. Ze začátku svého angažmá byl až možností číslo tři, a to za Alešem Hruškou a Dominikem Sváčkem. Svého debutu v dresu Viktorie se dočkal 5. července při bezbrankové remíze s Baníkem Ostrava.

#### Sezóna 2020/21
Po prosincové prohře Plzně 0:4 proti Slovácku (zápas odchytal Aleš Hruška) dostal Staněk příležitost v utkání proti Slavii Praha. I přes prohru 1:0 se stal pravidelným členem základní sestavy.
Dne 3. ledna 2021 přestoupil Staněk do Plzně natrvalo. 20. května odchytal celé utkání finále MOL Cupu proti pražské Slavii, které Plzeň prohrála 1:0. Na konci sezóny, ve které se stal brankářskou jedničkou Plzně, byl Staněk poprvé nominován do české reprezentace.

#### Sezóna 2021/22
Už jako klíčový hráč týmu dovedl Staněk Viktorii Plzeň v sezóně 2021/22 k mistrovskému titulu, ke kterému přispěl udržením 15 čistých kont ve 28 ligových zápasech. Na konci sezóny byl Staněk nominován na ocenění pro nejlepšího hráče ligové sezóny společně s Adamem Hložkem a Tomášem Holešem. V červenci 2022 prodloužil s Plzní smlouvu do roku 2025.

#### Sezóna 2022/23
V sezóně 2022/23 došel Staněk s týmem přes tři kvalifikační předkola až do základní skupiny Ligy mistrů, kde se Plzeň střetla s Barcelonou, Interem Milán a Bayernem Mnichov. Ve skupině ale Plzeň nezískala ani bod, a tak skončila na posledním čtvrtém místě. Staněk ovládl podzimní část ankety Zlatý míč ČR o nejlepšího českého hráče sezony před druhým Antonínem Barákem. Po sezóně skončil v anketě na konečném třetím místě.

#### Sezóna 2023/24
V létě 2023 prošel Staněk s Plzní přes tři předkola až do základní skupiny Konferenční ligy, v ní pak Plzeň vyhrála všech 6 utkání a postoupila do osmifinále soutěže, Staněk odchytal 3 zápasy ve skupině.
V říjnovém zápase proti Jablonci zůstal Staněk po srážce s jabloneckým útočníkem Václavem Drchalem na hřišti ležet v bezvědomí. Na hřiště se vrátil 5. listopadu, kdy odchytal celé utkání s ochrannou helmou proti Slavii Praha.
Dohromady odchytal Staněk v dresu Plzně během čtyř let 119 soutěžních utkání, v nichž udržel 43 čistých kont.

### Slavia Praha
V lednu 2024 přestoupil Staněk do konkurenční Slavie Praha, se kterou podepsal smlouvu do roku 2027. Opačným směrem se přesunuli záložníci Lukáš Červ a Matěj Valenta.

## Reprezentační kariéra
Staněk reprezentoval Česko na mládežnických úrovních, ve kterých si připsal celkem 48 soutěžních zápasů.
Staněk debutoval v české reprezentaci 5. září 2021 v zápase kvalifikace na Mistrovství světa proti Belgii, při prohře 0:3. Do zápasu nastoupil ve 12. minutě po zranění reprezentační jedničky, Tomáše Vaclíka. V základní sestavě reprezentačního výběru se poprvé představil o tři dny později, a to při remíze 1:1 proti Ukrajině.
V roce 2023 se pod trenérem Jaroslavem Šilhavým stal reprezentační brankářskou jedničkou, když dostal přednost před Jiřím Pavlenkou, Matějem Kovářem či Alešem Mandousem.